# Teófanes de Mitilene
Teófanes de Mitilene (hacia el siglo I a. C.) fue un intelectual e historiador de Mitilene (ciudad de la isla de Lesbos).

## Biografía y obra
Fue amigo y unos de los principales consejeros de Pompeyo, a quien acompañó en sus expediciones por Asia y cuyas hazañas narró en un libro seguramente de carácter propagandístico, del que no subsisten más que algunos fragmentos. Según Plutarco, Pompeyo concedió la libertad a la ciudad de Mitilene debido a su amistad con Teófanes.
Plutarco menciona a Téofanes en otros pasajes relacionados con Pompeyo.